# سام باديلي
سام باديلي (بالإنجليزية: Sam Baddeley)‏ (1884 - 1958 بستوك أون ترينت في المملكة المتحدة) هو لاعب كرة قدم بريطاني (وحمل سابقاً جنسية المملكة المتحدة لبريطانيا العظمى وأيرلندا) في مركز الوسط. لعب مع بورت فايل وستوك سيتي.